# Colmars
Colmars is een gemeente in het Franse departement Alpes-de-Haute-Provence (regio Provence-Alpes-Côte d'Azur) en telt 431 inwoners (2015). De plaats maakt deel uit van het arrondissement Castellane. 
Het dorp ligt in de vallei van de Verdon en lag vroeger op de grens tussen Frankrijk en Savoye. Getuige hiervan zijn de forten fort de France en fort de Savoie.

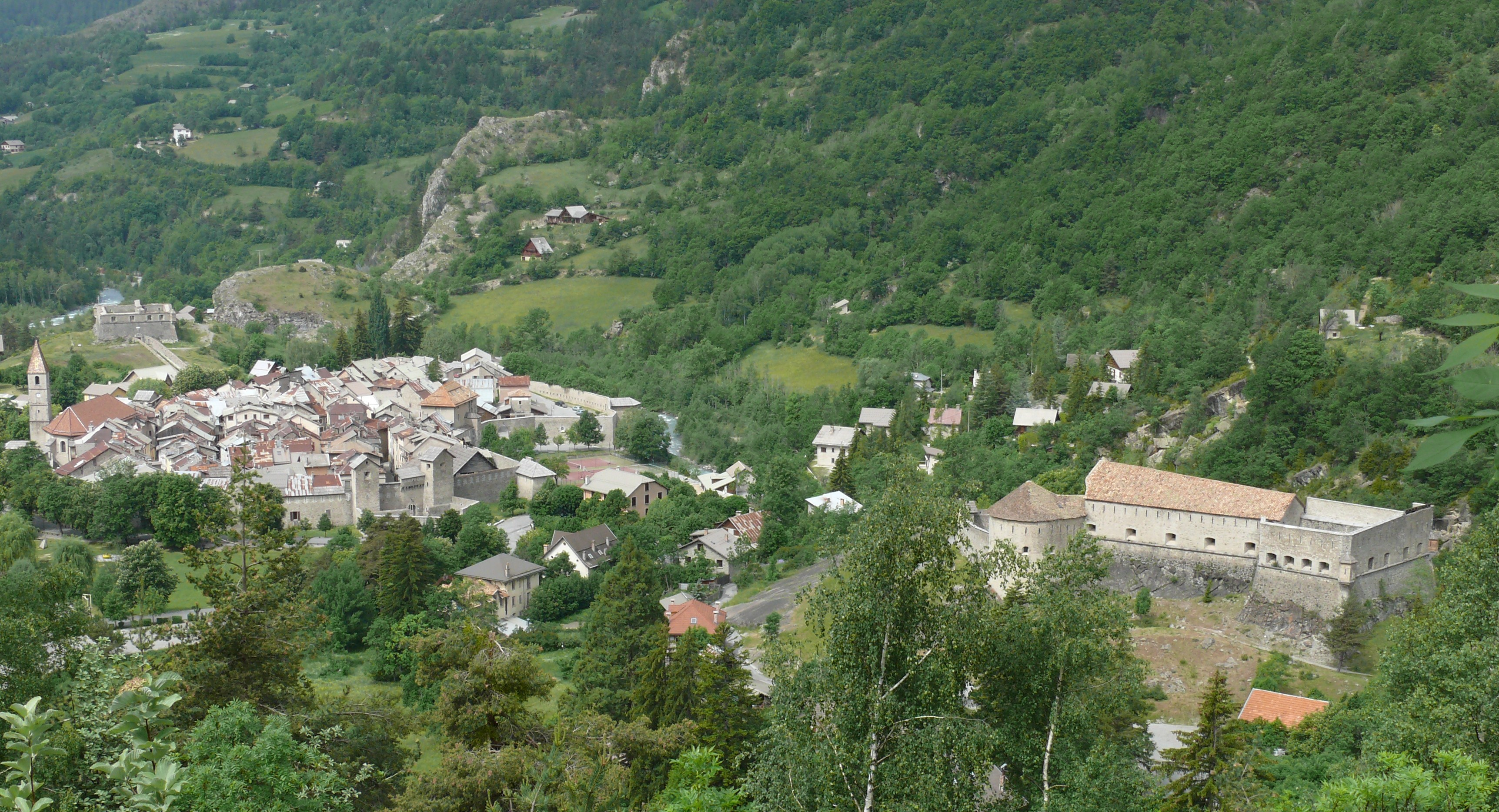
Colmars vanaf boven.

## Geografie
De oppervlakte van Colmars bedraagt 91,8 km², de bevolkingsdichtheid is 4,1 inwoners per km².
De onderstaande kaart toont de ligging van Colmars met de belangrijkste infrastructuur en aangrenzende gemeenten.

## Demografie
Onderstaande figuur toont het verloop van het inwonertal (bron: INSEE-tellingen).
Vanwege een beveiligingsprobleem met de MediaWiki Graph-software is het momenteel niet mogelijk deze grafiek weer te geven. Zodra de software is bijgewerkt zal de grafiek vanzelf weer zichtbaar worden.